# Barbara Piwarska
Barbara Urszula Piwarska z domu Ziółkowska, ps. Barbara Ur (ur. 18 sierpnia 1933 w Inowrocławiu) – artystka malarka, rzeźbiarka, graficzka, animatorka życia artystycznego, działaczka społeczna i polonijna. Założycielka Europejskiego Parku Rzeźb w Tuchomiu, gdzie współorganizowała Międzynarodowe Sympozja Artystów „Tuchomie”.

## Życiorys
W latach 1964–1970 studiowała na Wydziale Malarstwa w Państwowej Wyższej Szkole Sztuk Plastycznych w Gdańsku (od 1996 Akademia Sztuk Pięknych w Gdańsku), w pracowniach prof. Krystyny Łady-Studnickiej, prof. Władysława Jackiewicza, prof. Jacka Żuławskiego i prof. Hanny Żuławskiej. W latach 1976–1980 gość-docent w Wyższej Szkole Sztuk Plastycznych w Münster (RFN) – pracownia projektowania rzeźbiarskiego w ceramice.

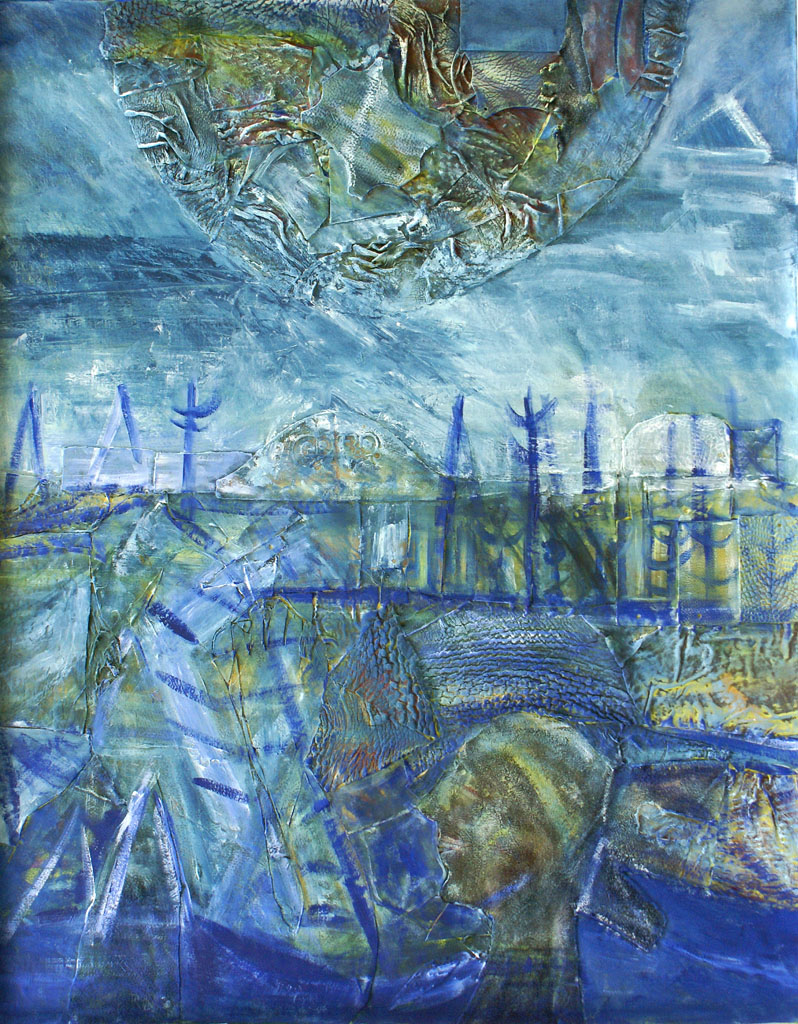
Barbara Piwarska, Błękitna Ziemia, collage, 120 × 95 cm, 2008 r.

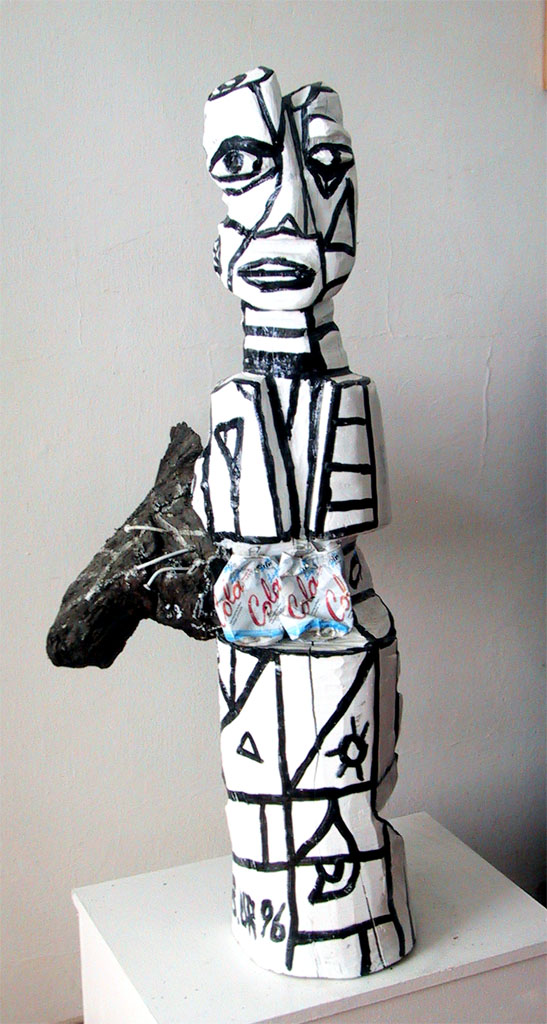
Barbara Piwarska, Anioł z czarnym skrzydłem, drewno, wys. 96 cm, 1996 r.

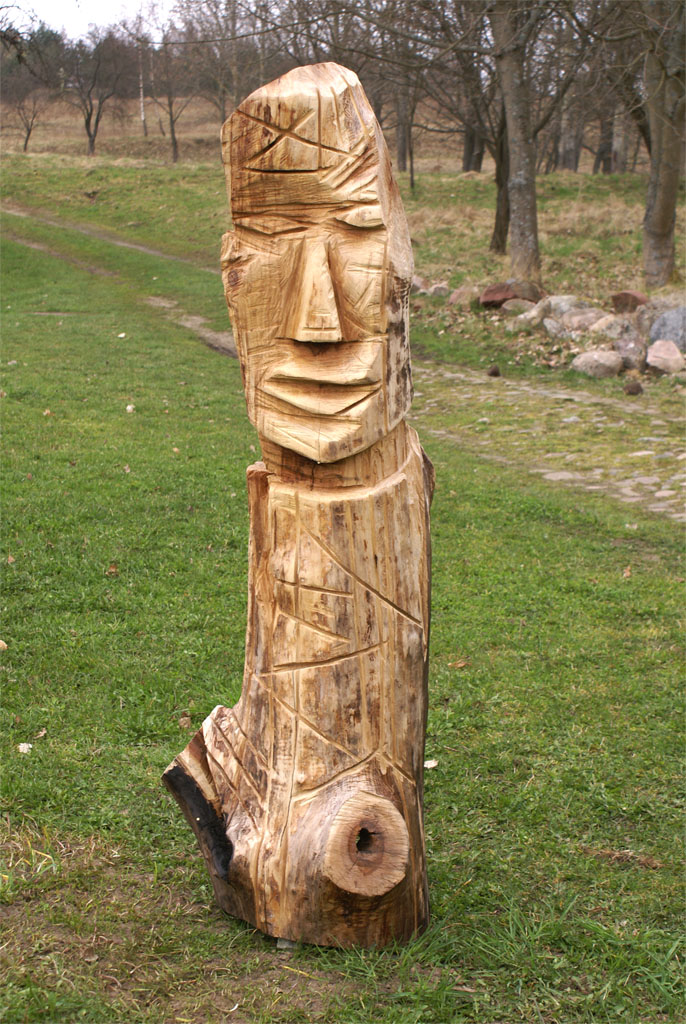
Barbara Piwarska, Uśmiechnięty, drewno, 144x42v42 cm, 2009 r.

W roku 1979 otrzymała roczne stypendium Zarządu Komunalnego Zagłębia Ruhry w Essen (RFN). W latach 1985–1990 organizowała imprezy kulturalno-polityczne pod nazwą „Spotkania w Naszym Domu” w Essen (RFN). Od 1985 roku do 2004 roku współorganizowała wystawy sztuki pod nazwą „Spotkania ze sztuka” w Essen, następnie od 2005 do dzisiaj w Berlinie. W roku 1987 docent w Domu Kultury „Zeche Carl” w Essen. W latach 1987–1991 prowadziła pracownię projektowania rzeźbiarskiego w Europejskiej Letniej Akademii Sztuk Pięknych w Luksemburgu. W roku 1993 założyła Europejski Park Rzeźb w Tuchomiu, w woj. pomorskim. Od 1993 roku współorganizatorka corocznych Międzynarodowych Sympozjów Artystycznych „Tuchomie” w Tuchomiu. W 1997 założyła Stowarzyszenie Europejskie Laboratorium Sztuki w Tuchomiu.
W latach 1983–1985 i 1988–1989 współorganizatorka i uczestniczka Marszów Wyzwolenia Narodów na trasie Carsberg – Zamek Hombach (Niemcy). Uczestniczka Kongresu Kultury Polskiej w 1985 roku w Londynie. Uczestniczka Sympozjum Działaczy Niepodległościowych organizowanego przez Rząd RP na Uchodźstwie w Londynie w 1988 roku.
Członkini: Związku Polskich Artystów Plastyków (od 1971), Związku Artystów Plastyków IG Medien – Niemcy (1982-2005), Stowarzyszenia Polskich Artystów Plastyków w Niemczech (od 1992), Chrześcijańskiej Służby Wyzwolenia Narodów – Niemcy (1982-1993), Europejskiego Koła Promocji Sztuki CEPA – Luksemburg (członkini Prezydium 1990-1991). Uczestniczka Rady Zagranicznej Polskiego Stronnictwa Chrześcijańskiej Demokracji (Wielka Brytania – Londyn) od 1989.
Od roku 1970 miała ponad 120 indywidualnych wystaw w Polsce, Szwecji, Niemczech, Norwegii, Luksemburgu, Hiszpanii i Holandii. Od roku 1965 uczestniczy w ponad 200 wystaw zbiorowych w Polsce, Niemczech, Francji, Luksemburgu, Norwegii, Holandii i Szwecji.
Uczestniczka wielu manifestacji, imprez i sympozjów potępiających stan wojenny w Polsce, jak również poświęconych walce o suwerenność i niepodległość Polski i innych narodów ujarzmionych przez reżimy komunistyczne, m.in. w RFN, Norwegii, Francji, Wielkiej Brytanii.
Obecnie mieszka na zmianę w Berlinie oraz w Gdańsku. Jej mężem był Andrzej Jan Piwarski (1938–2025), malarz i grafik.

## Twórczość
Cykle obrazów i rzeźb: Ludzie-ptaki – 1966–1972, Kobiety i konie – 1972–1974, Ludzie na drodze – 1974–1975, Wieczerze przy pustych stołach – 1975–1977, Klatki – 197–1977, Przestrzeń (dziura jako tworzywo malarskie) – od 1976, Kolorowi żołnierze – od 1992, Ludzie i konie – od 1992, Panki z trójkątami – od 1992, Wieczne światło – od 1992.
Rzeźby w ceramice i drewnie od 1977 roku, Obiekty ceramiczne – 1977 – 1991, W kręgu meduzy i trójkąta – 1990–1991, Człowiek-obiekt gry – 1991, Pozwólcie śpiewać ginącym ptakom – 1991–1999, Ludzie-Mumie – 1991–1999, Ludzie bez serc, Ludzie bez głów, Postacie kobiet, Konie, 1991–1999. Koty 1991–1999.
Jej prace znajdują się w wielu muzeach, państwowych i prywatnych zbiorach sztuki w Polsce i za granicą, m.in. w Muzeum Narodowym w Warszawie, Muzeum Narodowym w Gdańsku, Muzeum Śląskim w Katowicach Muzeum Okręgowym im. L. Wyczółkowskiego w Bydgoszczy, Muzeum Okręgowym w Toruniu, Muzeum Uniwersyteckim – Uniwersytetu M. Kopernika w Toruniu, Bibliotece Uniwersyteckiej – Gabinet Rycin w Warszawie, w Niemczech m.in. Diecezjalne Zbiory Sztuki w Essen, Fundacja Kultury Landu Brandenburgia – Poczdam, Zarząd Komunalny Zagłębia Ruhry – Essen, Miejskie Zbiory Sztuki – Berlin (Schöneberg-Tempelhof), Miejskie Zbiory Sztuki – Altena, Miejskie Zbiory Sztuki– Kürten/, w Belgii, Danii, Finlandii, Francji, Hiszpanii (Miejskie Zbiory Sztuki – Angles), Holandii, Luksemburgu (Miejska Galeria Sztuki – Esch-sur-Alzette), w Norwegii, Szwecji (Biblioteka Miejska – Höganäs), USA i Wielkiej Brytanii w wielu innych.

## Odznaczenia
- Medal za Długoletnie Pożycie Małżeńskie (2012)
- Medal Prezydenta Miasta Gdańska z okazji Jubileuszu 55 rocznicy zawarcia związku małżeńskiego (2017)

Źródło:.

## Nagrody, wyróżnienia
- Stypendium Zarządu Komunalnego Zagłębia Ruhry, Essen (1979–1980)
- Statua Neptuna – Oberhausen (2003)
- Wyróżnienie Journalia 2004 – Redakcja „Samo życie” – Dortmund (2004)
- Wyróżnienie – Zasłużona dla rozwoju Miasta i Gminy Mogilno (2006)
- Nagroda Prezydenta Miasta Gdańska w Dziedzinie Kultury z okazji jubileuszu 45-lecia pracy artystycznej oraz 80. urodzin (2014)[3]
- Nagroda Specjalna Marszałka Województwa Pomorskiego za wybitne zasługi w dziedzinie twórczości artystycznej (2019)

## Informacje w wydawnictwach encyklopedycznych
- Piwarska, Barbara Pseudonim Barbara Ur, [w:] Kürt Bütow, Europejski Leksykon Artystów, tom III, Bavaria Kunstverlag, 1992, s. 240.
- Barbara Ur-Piwarska, [w:] Artyści z Essen, Kunsthaus Essen, 1994, s. 282–283.
- Piwarska Barbara Urszula z domu Ziółkowska pseudonim Barbara Ur, [w:] Agata i Zbigniew Judyccy, Polonia – Słownik biograficzny, Warszawa: Wydawnictwo Naukowe PWN, 2000, s. 248.
- Zbigniew Andrzej Judycki, Piwarska Barbara Urszula, „Kwartalnik Biograficzny Polonii. Polacy w świecie”, nr 15, s. 34–36, 2000.
- Piwarska, Barbara Urszula (ps. Barbara Ur), [w:] Leksykon Polonii i Polaków za granicą Polak w świecie, Warszawa: Polska Agencja Informacyjna S.A. Wydawnictwo, 2001, s. 242–243.
- Piwarska – Ur Barbara, [w:] Maria Kalczynska, Leonard Paszek, Niemieckie Polonica Prasowe – Deutsche Pressepolonica, s. 248–253.
- Europejskie Laboratorium Sztuki. Tuchomie, Opole: Państwowy Instytut Naukowy – Instytut Śląski, 2004.